# Saint-Quentin (Aisne)
Saint-Quentin (soms in het Nederlands vertaald als Sint-Kwintens) is een stad in het Noord-Franse Picardië, grofweg halverwege gelegen tussen Parijs, Rijsel en Brussel. Dicht bij Saint-Quentin ontspringen de Somme en de Schelde. Saint-Quentin vormt een onderprefectuur in het departement Aisne. Het gemeentegebied telt drie kantons (kanton Saint-Quentin-Centre, -Nord en -Sud). De gemeente telde 52.995 inwoners op 1 januari 2022.

## Geschiedenis
Op de plaats van Saint-Quentin lag in de Romeinse tijd de nederzetting Augusta Viromanduorum, genoemd naar de Keltische stam van de Viromandui. Als stichtingsjaar wordt door de gemeente 27 v.Chr. genoemd. De huidige plaatsnaam is afgeleid van de martelaar Quintinus, die in Gallië missioneerde en rond 300 in Saint-Quentin werd vermoord. In Saint-Quentin ligt de van oorsprong 13e-eeuwse gotische basiliek, waarvan de bouw in de 15e eeuw werd beëindigd. Het patrocinium van deze Sint-Quintinus-basiliek gaat terug op de verering van de missionaris Quintinus, rond wiens graf in de 7e-9e eeuw de Abdij van Saint-Quentin ontstond. In de 9e eeuw waren Hugo (zoon van Karel de Grote) en Lodewijk (kleinzoon van Karel de Grote) er abt.
Omdat Saint-Quentin eeuwenlang een strategische ligging heeft ingenomen, is de stad steeds opnieuw in strijd verwikkeld geweest, zowel in de 16e eeuw (Slag bij Saint-Quentin met Lamoraal van Egmont) als tijdens de Frans-Duitse Oorlog en de Eerste Wereldoorlog. Nadat de stad in 1914-1918 vrijwel geheel was verwoest werd tijdens de wederopbouw in de jaren twintig een groot aantal gebouwen in art-decostijl opgetrokken.

## Bezienswaardigheden
Bekende gebouwen zijn het stadhuis uit 1509, de op kilometers zichtbare gotische basiliek, het theater Jean Vilar, het grote Palais de Fervaques, en het station, opgetrokken in rode baksteen. Saint-Quentin bezit vele begijnhoven die dateren uit de Middeleeuwen. De stad staat ook bekend om verschillende gebouwen in Art deco, waaronder het Palais de l'Art déco.
Bekend is voorts het Vlindermuseum met een collectie van ruim 600.000 insecten, waarvan er 20.000 getoond worden.

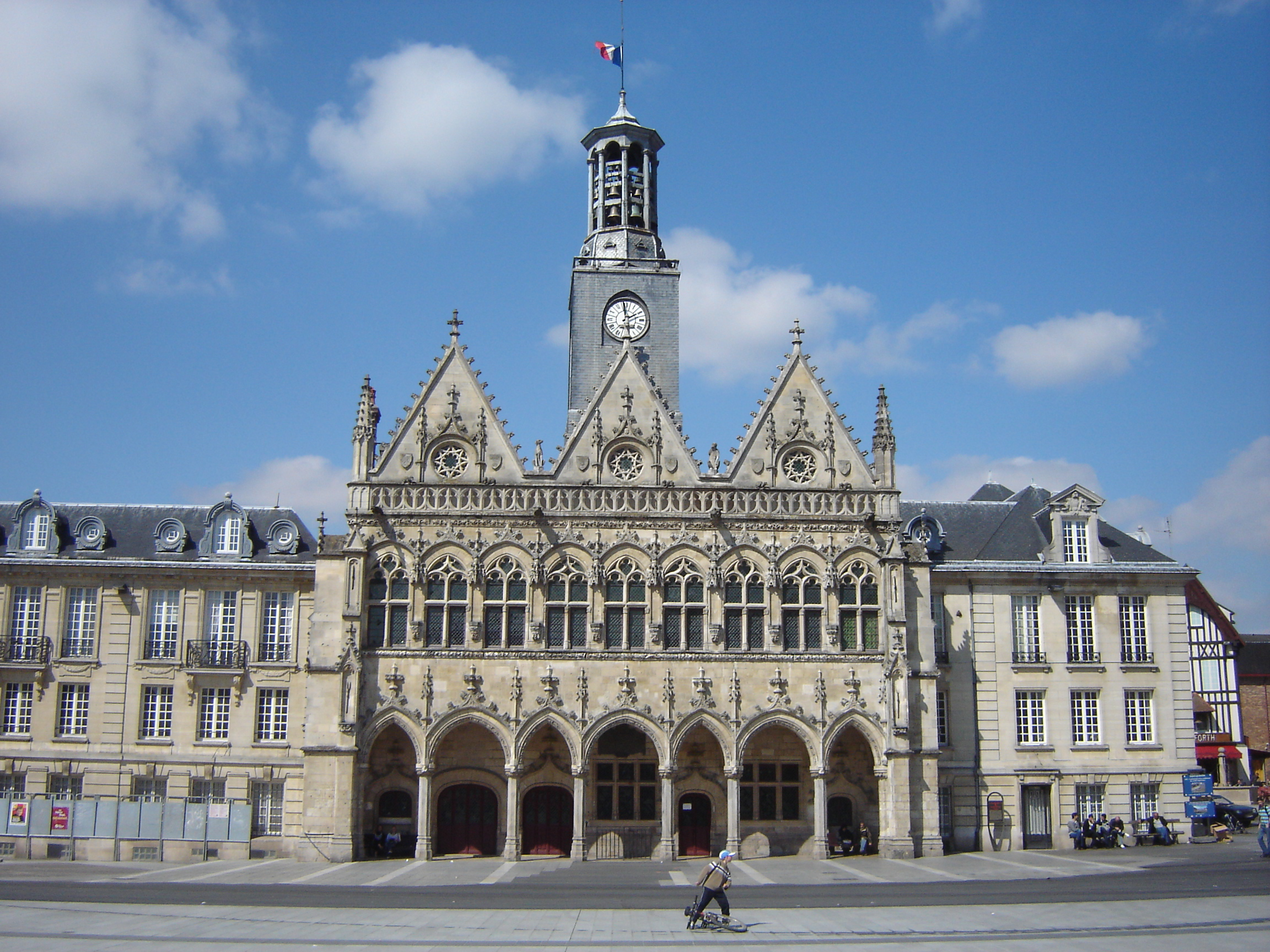
Het stadhuis
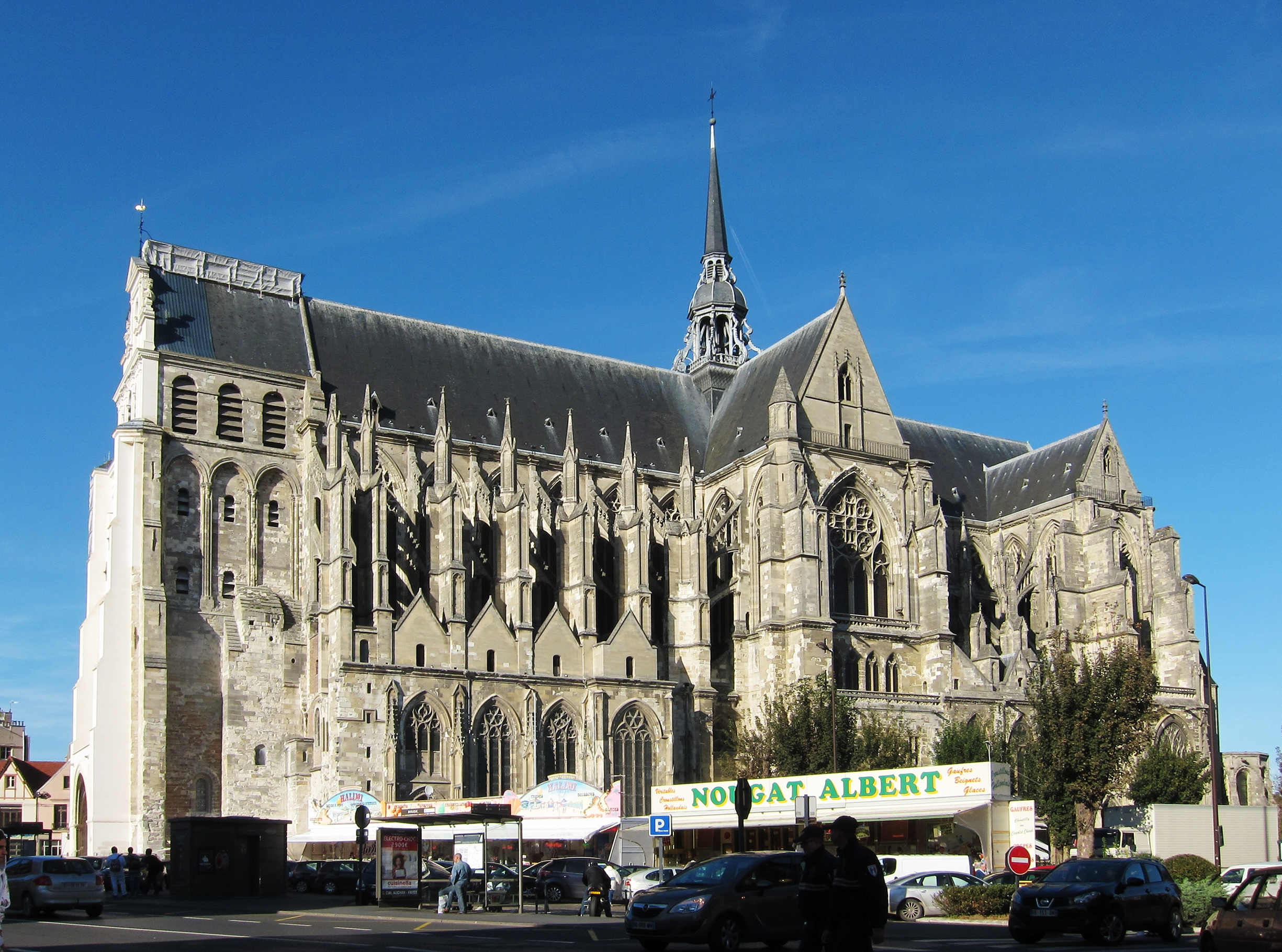
De Basiliek van Saint-Quentin
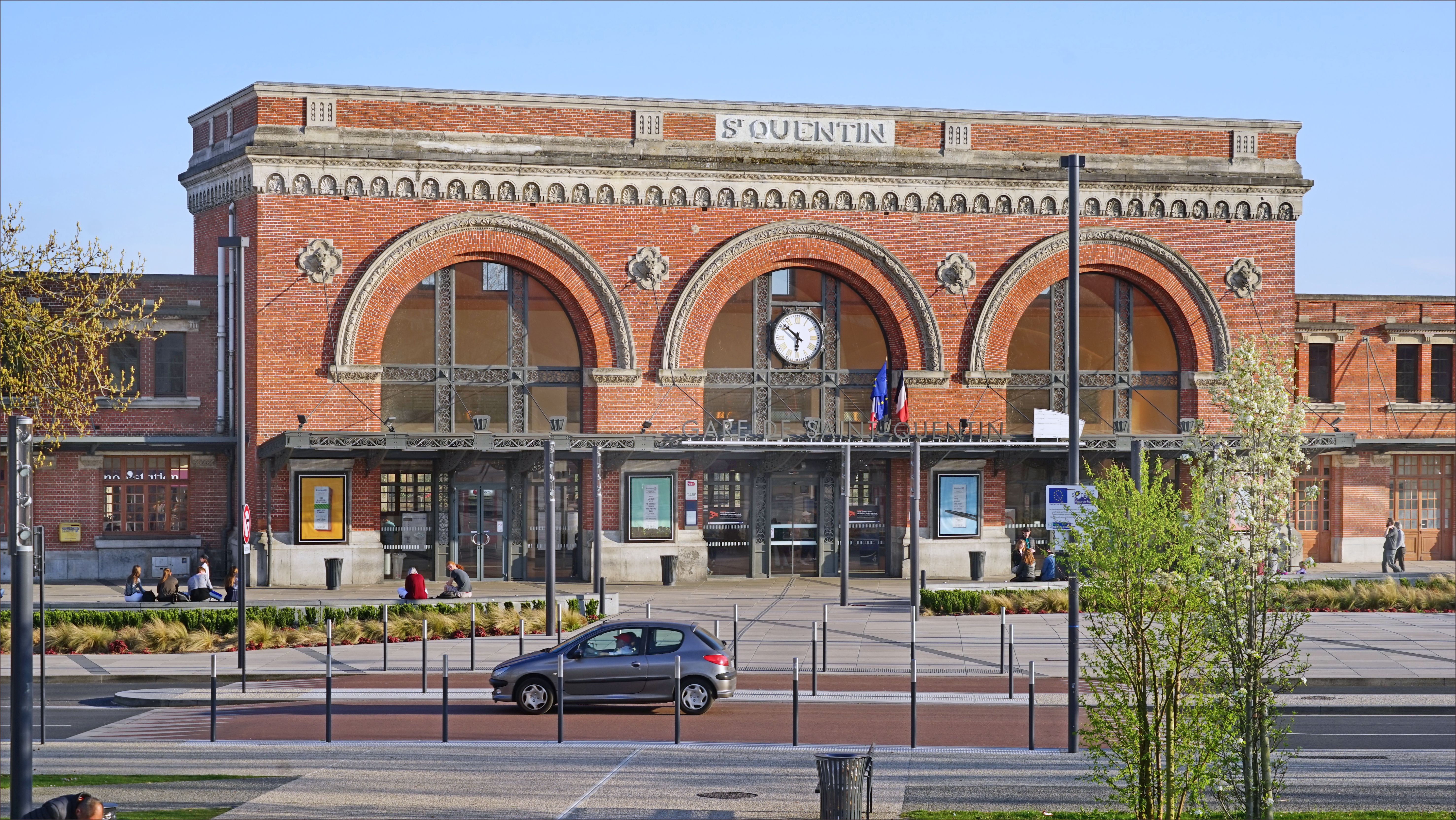
Het stationsgebouw

## Geografie
De oppervlakte van Saint-Quentin bedroeg op 1 januari 2022 22,56 vierkante kilometer; de bevolkingsdichtheid was toen 2.349,1 inwoners per km².
De onderstaande kaart toont de ligging van Saint-Quentin met de belangrijkste infrastructuur en aangrenzende gemeenten.

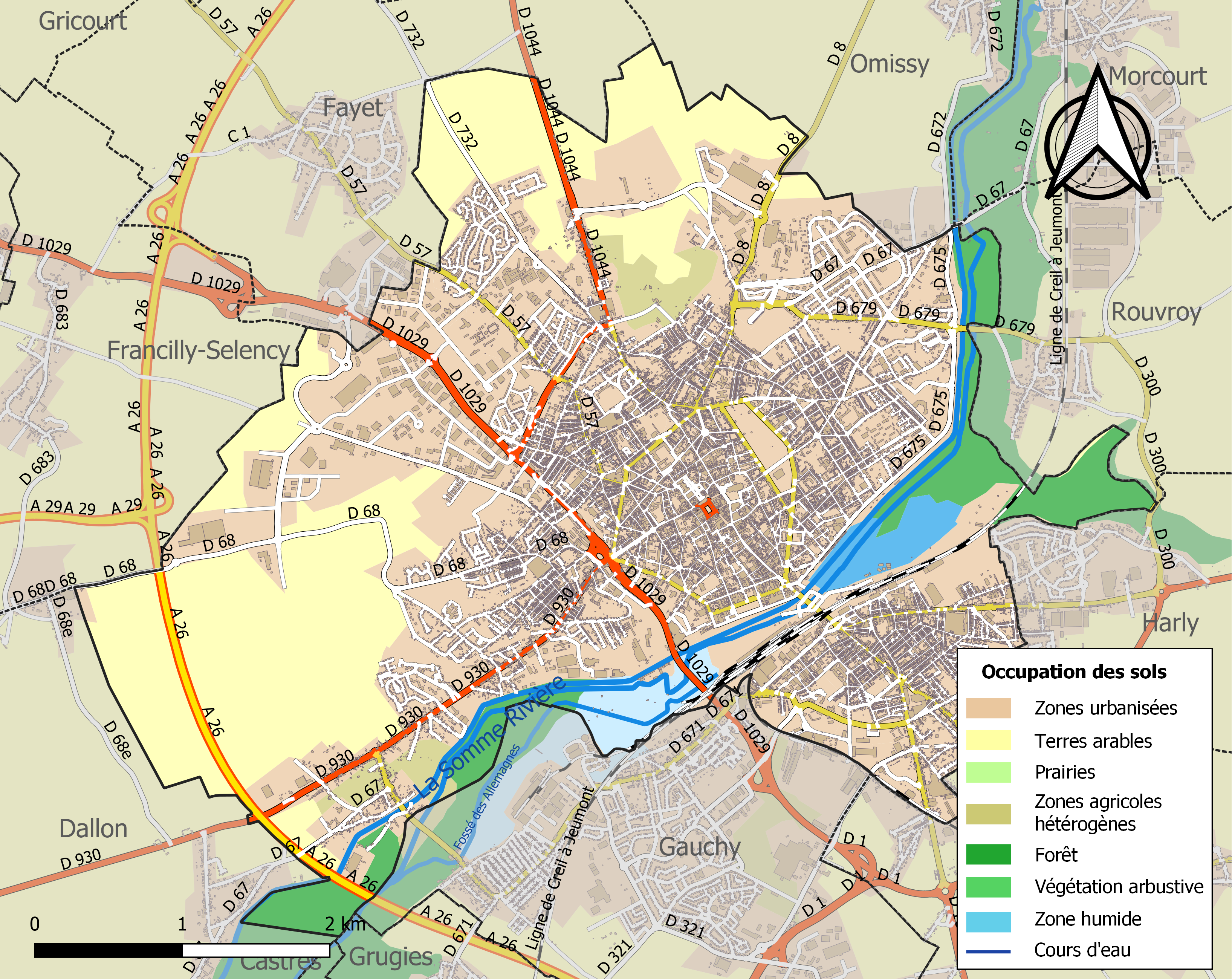

## Demografie
Onderstaande figuur toont het verloop van het inwonertal (bron: INSEE-tellingen).
Vanwege een beveiligingsprobleem met de MediaWiki Graph-software is het momenteel niet mogelijk deze grafiek weer te geven. Zodra de software is bijgewerkt zal de grafiek vanzelf weer zichtbaar worden.

## Verkeer en vervoer
In de gemeente ligt het spoorwegstation Saint-Quentin. Dit was vroeger een hoofdstation op de internationale spoorlijn Parijs - Brussel. Het belang is minder sinds de openstelling van de hogesnelheidslijn Gonesse - Lille, maar er zijn nog steeds goede verbindingen met onder meer Parijs per TER-treinen.
Verder ligt Saint-Quentin aan het Kanaal van Saint-Quentin, waarmee de stad aangesloten is op vaarwegen.
Sinds 1985 is er een autotolweg A26 richting Cambrai opengesteld. Later is het aansluitend wegdeel naar het zuiden richting Reims geopend.

## Sport
Saint-Quentin is drie keer etappeplaats geweest in wielerkoers Ronde van Frankrijk. Dit leverde ritoverwinningen op voor de Belg Félicien Vervaecke (1938), Australiër Robbie McEwen (2006) en Duitser André Greipel (2012).

## Geboren
- Dudo van Saint-Quentin (ca. 970 - ca. 1043), geschiedschrijver aan het hof van de hertogen van Normandië
- Charles Gobinet (1613-1690), theoloog
- Maurice-Quentin de La Tour (1704-1788), schilder; hofschilder van Lodewijk XV
- Gracchus Babeuf (1760-1797), journalist, revolutionair en agitator tijdens de Franse Revolutie
- Charles Rogier (1800-1885), een van de grondleggers van de Belgische staat, premier van België
- Amédée Ozenfant (1886-1966), kunstschilder, vertegenwoordiger van het puristisch kubisme
- Jacques Debary (1914-2011), acteur
- Maurice Dugowson (1938-1999), filmregisseur
- Francis Moreau (1965), wielrenner
- Rudy Gobert (1992), basketballer